# Liste der Naturdenkmäler in Frankenberg (Eder)
Die Liste der Naturdenkmäler in Frankenberg (Eder) nennt die in der Stadt Frankenberg im Landkreis Waldeck-Frankenberg in Hessen gelegenen Naturdenkmäler. Sie sind nach den §§ 28, 22 des Hessischen Gesetzes über Naturschutz und Landschaftspflege sowie § 12 des Hessischen Ausführungsgesetzes zum Bundesnaturschutzgesetz geschützt.
| Bild                          | Bezeichnung                              | Ortsteil, Lage                               | Beschreibung | Art                   | Nr.      |
| ----------------------------- | ---------------------------------------- | -------------------------------------------- | --- | --------------------- | -------- |
| mehr Fotos \| Fotos hochladen | Eiche alter Friedhof                     | Frankenberg 51° 3′ 32,3″ N, 8° 48′ 18,4″ O   | Ortsbildprägender Baum auf dem Parkgelände zwischen Scharwinkel und Kindergarten (alter Friedhof).                                                                     | Eiche                 | 10 001   |
| Fotos hochladen               | Grauwackefels am Hain                    | Frankenberg 51° 3′ 24,5″ N, 8° 47′ 53,2″ O   | 0,02 Hektar großes Gebiet. Felsenklippe am Südwest-Abhang des „Burgberg“.                                                                                              | Felsenklippe          | 10 002   |
| Fotos hochladen               | „Dohlenfelsen“                           | Frankenberg 51° 3′ 52,8″ N, 8° 49′ 24,1″ O   | 0,84 Hektar großes Gebiet. Aufschluss des unteren Buntsandstein ca. 500 m südöstlich der Oschreufer Brücke (alte Geismarer Straße).                                    | Aufschluss            | 10 003   |
| BW                            | Haldenlandschaft beim Zechenhaus         | Frankenberg 51° 4′ 2,7″ N, 8° 49′ 55,7″ O    | 2,69 Hektar großes Gebiet. Historische Haldenlandschaft südwestlich und nordwestlich des Zechenhauses.                                                                 |                       | 10 004   |
| BW                            | „Papierborn“                             | Frankenberg 51° 4′ 4,4″ N, 8° 49′ 2,4″ O     | 0,27 Hektar großes Gebiet. Quelle Papierborn im Patersgrund in der Nähe der Papiermühle. Limnokrene mit seltener Quellflora und -fauna.                                | Quelle                | 10 005   |
| BW                            | Wacholderbestand „Nienze-Driesch“        | Hommershausen 51° 5′ 27,4″ N, 8° 45′ 41″ O   | 4,97 Hektar großes Gebiet. Wacholderheide ca. 700 m südlich Hommershausen.                                                                                             | Wacholderheide        | 10 006   |
| Fotos hochladen               | Huteeichen „Nienze-Driesch“              | Hommershausen 51° 5′ 25,4″ N, 8° 45′ 37,9″ O | Zwei alte Huteeichen ca. 750 m südlich Hommershausen, östlich des „Schmitteberg“.                                                                                      | Eiche                 | 10 007-1 |
| Fotos hochladen               | Huteeichen „Nienze-Driesch“ – Standort 2 | Hommershausen 51° 5′ 25,6″ N, 8° 45′ 36″ O   | Zwei alte Huteeichen ca. 750 m südlich Hommershausen, östlich des „Schmitteberg“.                                                                                      | Eiche                 | 10 007-2 |
| BW                            | Heidelandschaft „Schmitteberg“           | Hommershausen 51° 5′ 11,3″ N, 8° 45′ 37,2″ O | 4,98 Hektar großes Gebiet. Wacholderheidelandschaft mit aufgelassenen Schieferbrüchen südwestlich Hommershausen.                                                       | Wacholderheide        | 10 008   |
| Fotos hochladen               | Steinbruch „Nuhnetal“                    | Hommershausen 51° 6′ 40,8″ N, 8° 46′ 36,6″ O | 1,13 Hektar großes Gebiet. Aufgelassener Tonschiefersteinbruch mit eingeschalteten Kohleflözen südlich von Sachsenberg, zwischen der unteren und der oberen Butzmühle. | Tonschiefersteinbruch | 10 009   |
| Fotos hochladen               | „Fratzeneiche“                           | Hommershausen 51° 6′ 33,7″ N, 8° 45′ 56,4″ O | Alte Eiche nordöstlich von Hommershausen, nahe dem „großen Drieschkopf“.                                                                                               | Eiche                 | 10 010   |
| BW                            | „Auf dem faulen Sohl“                    | Rengershausen 51° 5′ 53,7″ N, 8° 41′ 23,9″ O | 2,57 Hektar großes Gebiet. Magergrünland und Borstgrasrasen südwestlich von Rengershausen.                                                                             |                       | 10 011   |
| BW                            | Kirchenlinde                             | Röddenau 51° 2′ 48,5″ N, 8° 45′ 15″ O        | Ortsbildprägende alte Linde auf dem Kirchplatz, rechts vom Eingang. | Linde                 | 10 012   |
| Fotos hochladen               | alte Eichen                              | Schreufa 51° 6′ 8,5″ N, 8° 47′ 38,5″ O       | Sieben alte Stieleichen zwischen dem „Weißestein“ und der Wüstung Guntershausen.                                                                                       | Eiche                 | 10 013   |
| BW                            | Kirchenlinde                             | Wangershausen 51° 5′ 18,7″ N, 8° 43′ 56,4″ O | Kirchenlinde von 1772 westlich neben der Kirche. | Linde                 | 10 014   |

## Belege
1. ↑  
Anlage 1 zur Verordnung zum Schutze der Naturdenkmäler im Landkreis Waldeck-Frankenberg. (pdf; 374 kB) Landkreis Waldeck-Frankenberg, 18. März 2013, abgerufen am 24. Januar 2016.
2. ↑  
Verordnung zum Schutze der Naturdenkmäler im Landkreis Waldeck-Frankenberg. (pdf; 1,42 MB) Landkreis Waldeck-Frankenberg, 18. März 2013, abgerufen am 24. Januar 2016.
3. ↑  Details 10 001
4. ↑  Details 10 002
5. ↑  Details 10 003
6. ↑  Details 10 004
7. ↑  Details 10 005
8. ↑  Details 10 006
9. ↑  Details 10 0071
10. ↑  Details 10 0072
11. ↑  Details 10 008
12. ↑  Details 10 009
13. ↑  Details 10 010
14. ↑  Details 10 011
15. ↑  Details 10 012
16. ↑  Details 10 013
17. ↑  Details 10 014

- Karte mit allen Koordinaten:
- OSM |
- WikiMap